# Uda (imperatore del Giappone)
Uda (宇多天皇, Uda-tennō; 10 giugno 867 – 3 settembre 931) è stato il 59º imperatore del Giappone secondo il tradizionale ordine di successione.

## Biografia
Il suo regno ebbe inizio nell'887 terminando poi nell'897. Il suo nome personale era Sadami (定省?).
Era il terzo figlio dell'imperatore Kōkō, sua madre era Hanshi, figlia del principe Nakano e nipote dell'imperatore Kammu, successe al trono a suo padre. Ha avuto innumerevoli compagne da cui ebbe, fra gli altri, Atsumi e Atsuzane (897-966). Nell'897 abdicò in favore del figlio più anziano, chiamato inizialmente Atsuhito.